# Крыкса, Сергей Леонидович
Сергей Леонидович Крыкса (род. 6 марта 1961, Ачинск, Красноярский край) — советский и российский регбист, мастер спорта СССР (1988), Мастер спорта России международного класса (1996). На протяжении своей спортивной карьеры выступал за клуб «Красный Яр» и сборную России по регби. Многократный чемпион СССР и России, победитель Предварительного турнира ФИРА 1994/1995 (чемпионата Европы по регби). С 1999 года — регбийный судья.

## Биография
С 1963 по 1978 гг. жил в городе Табошар (Таджикская ССР), где окончил СДЮШОР по футболу под руководством известного тренера Эдгара Гесса. Окончил Красноярский политехнический институт (1983). Игрок регбийной команды Супер-лиги «Красный Яр» (г. Красноярск) и сборной России.
С 1999 года арбитр Высшей лиги по регби. Тренер СДЮШОР регбийного клуба «Енисей-СТМ».
Государственный инспектор Енисейского управления Ростехнадзора.

### Титулы
- Чемпионат РСФСР по регби (в составе РК «Экскаватортяжстрой») — золото (1985)
- Чемпионат СССР по регби (в составе РК «Экскаватортяжстрой») — серебро (1988)
- Чемпионат СССР по регби (в составе РК «Красный Яр») — золото (1990)
- Чемпионат СССР по регби (в составе РК «Красный Яр») — золото (1991)
- Чемпионат России по регби (в составе РК «Красный Яр») — золото (1992)
- Чемпионат России по регби (в составе РК «Красный Яр») — серебро (1993)
- Чемпионат России по регби (в составе РК «Красный Яр») — золото (1994)
- Чемпионат России по регби (в составе РК «Красный Яр») — золото (1995)
- Кубок России по регби (в составе РК «Красный Яр») — золото (1995)
- Чемпионат Европы по регби (в составе сборной России) — золото (1995, Предварительный турнир ФИРА[англ.])
- Чемпионат России по регби (в составе РК «Красный Яр») — золото (1996)
- Кубок России по регби (в составе РК «Красный Яр») — золото (1996)
- Чемпионат России по регби (в составе РК «Красный Яр») — золото (1997)
- Чемпионат России по регби (в составе РК «Красный Яр») — золото (1998)
- Кубок России по регби (в составе РК «Красный Яр») — золото (1998)
- Чемпионат России по регби (в составе РК «Красный Яр») — серебро (1999)

### Звания
- Мастер спорта СССР по регби (1988 год)
- Мастер спорта России международного класса по регби (1996 год).

## Семья
Женат (супруга Елена), двое детей (Леонид и Алёна).

## Цитаты
Своего самого большого успеха в регби я ещё не достиг. Хотелось бы воспитать одного-двух, а если удастся, больше ребят, которые превзойдут меня, мои достижения. Это — моя мечта, и, я думаю, мечта любого нормального тренера. Моё жизненное кредо — не надо успокаиваться, а потихоньку двигаться вперёд!